# Мінаєв Сергій Сергійович
Сергій Сергійович Мінаєв (рос. Серге́й Серге́евич Мина́ев, нар. 25 січня 1975, Москва, СРСР) — російський письменник, радіо- і телеведучий, журналіст та імпортер вина. Він відомий своїми скандальними романами «Духless», «The Тёлки», «Media Sapiens».
З жовтня 2016 року — головний редактор російського видання журналу Esquire.

## Кар'єра
Мінаєв закінчив Російський державний гуманітарний університет у 1998 році. З 2008 по 2011 рік працював на Радіо Маяк і вів трансляцію «Танці з вовками» та шоу «Ігри ідіотов» на Першому каналі разом з Ігорем Гончаровим. З 2009 по 2012 рік працював на телеканалі НТВ і презентував телепередачу «Чесний понеділок». З 2011 по 2013 рік вів інтернет-шоу «Минаев LIVE».

## Сім'я
Був одружений двічі і має доньку від першого шлюбу та сина від другого.